# Urooj Mumtaz
Urooj Mumtaz Khan (Urdu عروج ممتاز خان; * 1. Oktober 1985 in Karatschi, Pakistan) ist eine ehemalige pakistanische Cricketspielerin. Sie spielte als All-rounderin in der pakistanischen Nationalmannschaft und war von 2006 bis 2009 ihre Kapitänin.

## Kindheit und Ausbildung
Sie wuchs in Karatschi auf. Sie begann früh mit dem Cricketspiel und war zunächst im Jungen-Cricket bis zur Jugend aktiv. Nach der Schule besuchte sie dort eine Zahnarztschule und ging für einen Master an die University of Sheffield. Abseits von Cricket hat sie einen Schwarzen Gürtel im Taekwondo und spielte aktiv Tischtennis und Golf.

## Aktive Karriere
Ihr Debüt in der Nationalmannschaft gab sie auf der Tour gegen die West Indies 2003/04. Dort spielte sie ihren ersten und einzigen WTest und ihr erstes WODI. Im zweiten WODI der Serie konnte sie 5 Wickets für 33 Runs als Bowlerin erzielen und wurde als Spielerin des Spiels ausgezeichnet. Beim Women’s Asia Cup 2005/06 konnte sie in der Vorrunde gegen Sri Lanka 3 Wickets für 40 Runs erzielen. Ab dem Women’s Asia Cup 2006 war sie Kapitänin der Nationalmannschaft und das Team schied in der Vorrunde aus.
Auf der Tour in Südafrika konnte sie im zweiten WODI 5 Wickets für 40 Runs erzielen. Das Team verlor die Serie mit 0–4. Beim Women‘s Cricket World Cup Qualifier 2008 führte sie das Team ins Finale und Qualifizierte sich so für das Endrundenturnier.
Beim Women’s Asia Cup 2008 konnte sie gegen Sri Lanka in der Vorrunde nicht nur 4 Wickets für 31 Runs als Bowlerin, sondern mit 57 Runs auch ihr einziges Half-Century ihrer internationalen Karriere erzielen. Jedoch scheiterte das Team abermals in der Vorrunde. Sie führte das Team zum Women’s Cricket World Cup 2009 und erreichte mit dem Team die Super 6 Runde und beendete das Turnier mit dem 6. Platz. Nach dem Turnier trat sie als Kapitänin zurück um sich auf ihre Karriere als Zahnärztin zu konzentrieren und wurde durch Sana Mir abgelöst.
Auf der Tour in Irland bestritt sie ihr letztes WODI und ihr erstes WTwenty20. Im Juni 2009 nahm sie am ICC Women’s World Twenty20 2009 teil und bestritt beim ICC Women’s World Twenty20 2010 ihr letztes internationales Spiel.

## Nach der Aktiven Karriere
Sie ist als Cricket-Kommentatorin im pakistanischen Fernsehen tätig. Sie war die erste weibliche Kommentatorin in Pakistan die ein Männer-ODI kommentierte. Seit 2019 ist sie Vorsitzende des pakistanischen Auswahl-Komitees für die pakistanische Frauen-Nationalmannschaft.

## Privates
Sie ist verheiratet und hat eine Tochter.